# Jörg F. Zimmermann
Jörg F. Zimmermann (* 28. Juli 1940 in Uhingen (Landkreis Göppingen)) ist ein deutscher Glaskünstler. Sein Werk zeichnet sich besonders durch „Wabenobjekte“ aus.

## Leben
Jörg F. Zimmermann absolvierte eine Lehre in einem Handwerksbetrieb in Schwäbisch Gmünd
und studierte anschließend an der Fachhochschule für Gestaltung in Schwäbisch Gmünd. Seit 1968 arbeitet Zimmermann als freiberuflicher Industriedesigner. 1974 erhielt er den Staatspreis Gestaltung Kunst Handwerk des Landes Baden-Württemberg. Er lehrte von 1976 bis 2015 an der Staatlichen Akademie der Bildenden Künste Stuttgart im Fach Glasgestaltung. 1983/84 war er mit Wolfgang Kermer und Hans Gottfried von Stockhausen maßgeblich an der Einrichtung eines Studioglasofens beteiligt, wodurch an der Stuttgarter Akademie als einziger Kunsthochschule in Deutschland das freie Arbeiten mit heißem Glas Studierenden aller Fachrichtungen ermöglicht wurde.
Von 2003 bis 2019 wurde Zimmermann jährlich zu einem mehrtägigen Workshop an die älteste noch arbeitende Glashütte Frankreichs in Passavant-la-Rochère eingeladen, eine Veranstaltung, die stets zahlreiche Besucher anzog.

## Werk
Zimmermanns Markenzeichen sind kunstvoll gestaltete Glasobjekte, die organische Formen der Natur zum Vorbild haben. Man findet in seinen Objekten Strukturen von z. B. Korallen, Früchten, Blättern oder Eis wieder. Zimmermann bildet sie, indem er das Glas „wachsen“ lässt. Besonders in den von ihm entwickelten Wabenobjekten kommen diese Analogien gut zur Geltung.
Die künstlerische Entwicklung Zimmermanns, den Übergang von anfänglich noch strengen, in Form geblasenen hin zu frei am Ofen gebildeten Objekten vermitteln mehrere Werke des Zeitraums 1970 bis 1975, die der Kunsthistoriker Wolfgang Kermer, früh mit dem Künstler in Kontakt, dem Glasmuseum Frauenau 1982 schenkte.
In seinem Vortrag zur Eröffnung der Zimmermann-Ausstellung mit weit über 100 Exponaten im Glasmuseum Frauenau am 27. August 1994 führte Wolfgang Kermer u. a. aus:
„Seine Hinwendung zu neuen Erfahrungen und Auffassungen sowie die ersten eigenen Versuche mit heißem Glas, die zu nennenswerten Resultaten führten, datieren in den Beginn der 70er Jahre. Im ständigen Suchen nach maximaler Ausnützung der im Glas verborgenen Gestaltungsmöglichkeiten, fand Zimmermann in der Verbindung von Glas und Metall eine der glücklichsten Lösungen seiner Kunst... Es folgten immer wieder neue Varianten, auch unter Einschluss von Farbe, wobei der anfängliche Gefäßcharakter der ‚Waben-Vase‘ außer acht gelassen und somit ein neues, eigenwilliges ‚Waben-Objekt‘ geboren wurde.“

## Ausstellungen
- 1994 Jörg F. Zimmermann: glassartist, Sonderausstellung, Glasmuseum Frauenau, 27. August bis 31. Oktober 1994
- 2006 Verre & Mer: Jörg Zimmermann, Musée, Berck-sur-Mer, 16. September bis 31. Dezember 2006
- 2007 Theodor-Zink-Museum, Kaiserslautern
- 2009/10 Natures de cristal: Jörg F. Zimmermann, exposition mai 2009 – mai 2010, La Grande Place, Musée du cristal Saint-Louis, Saint-Louis-lès-Bitche
- 2012 Faszination Glas: Zeitgenössische Glaskunst von Jörg F. Zimmermann, Keramikmuseum Mettlach, 28. März bis 1. Juli 2012
- 2013 Éloge du verre: Jörg F. Zimmermann. Chapelle de l'Hôtel de Ville, Vesoul, présentation de l'exposition par France Kermer[4]
- 2014 „Aus Feuer und Sand...“ : Jörg F. Zimmermann, Kreissparkasse Kusel
- 2022 Faszination Glas: Kunst und Design von Jörg F. Zimmermann, Museum im Storchen, Göppingen, 26. Juni bis 16. Oktober 2022